# Arisan Musi Timur
Arisan Musi Timur is een bestuurslaag in het regentschap Muara Enim van de provincie Zuid-Sumatra, Indonesië. Arisan Musi Timur telt 932 inwoners (volkstelling 2010).